# Chizuko Mifune
Chizuko Mifune (御船 千鶴子, Mifune Chizuko, 17 de junho de 1886 - 19 de janeiro de 1911) foi uma clarividente renomada no Japão durante o final do período Meiji.
Nascida no distrito de Kumamoto, Chizuko foi casada entre 1908 e 1910. Chizuko era uma pessoa muito religiosa e, às vezes, era hipnotizada por seu cunhado. Aos 23 anos, as forças anímicas de Chizuko despertam quando, em uma posição de meditação, ela disse qual o número de vermes em uma árvore próxima em seu jardim, muitos deles estavam encobertos pela casca da árvore, e invisíveis a olho nu. Rapidamente, notícias sobre os dons de Chizuko se espalharam de sua cidade para outras partes do Japão.
As habilidades de Chizuko logo chegaram ao conhecimento do Dr. Tomokichi Fukurai, Professor Assistente de Psicologia da Universidade de Tóquio. Dividindo um profundo interesse entre a ciência e o sobrenatural, Dr. Fukurai empenhou-se em constatar a veracidade de fenômenos de percepção extra-sensorial (fenômenos psi, PES ou ESP, na sigla em inglês), esclarecendo-os tanto para pesquisadores da universidade como para os céticos (um dos quais o Dr. Kenjiro Yamakawa).
Uma das exibições públicas mais famosas de Chizuko foi conduzida pelo Dr. Fukurai em 15 de setembro de 1910. Chizuko aparentemente lia mensagens escritas e guardadas em envelopes lacrados, para surpresa do público. Entretanto, o espetáculo provou-se inconvincente para muitos dos espectadores, e Chizuko foi considerada charlatã, tendo sua reputação arruinada.
Um ano após estes acontecimentos, aos 24 anos, Chizuko cometeu suicídio; há teorias conflitantes sobre suas razões exatas, muitos acreditam que, na véspera deste ocorrido, a sensitiva teria tido uma visão de um jornal noticiando sua morte.[carece de fontes?]
Chizuko Mifune recentemente chamou a atenção dos cineastas de horror japonês e tem, de alguma forma, sido reconhecida em filmes como Yogen e Ringu.